# Burgos, Tamaulipas
Burgos là một đô thị thuộc bang Tamaulipas, México. Năm 2005, dân số của đô thị này là 4782 người.